# Cours Mirabeau
Cours Mirabeau je široka prometnica v Aix-en-Provenceu v Franciji.

## Pregled
Z dolžino 440 metrov in širino 42 metrov je Cours Mirabeau med najbolj priljubljenimi in živahnimi kraji v mestu. Ulica je obložena je s številnimi kavarnami, ena najbolj znanih je Les Deux Garçons, v svoji zgodovini pa so jo obiskovali znani francoski kulturniki, kot so Paul Cézanne, Émile Zola in Albert Camus.
Ulica ima široke pločnike, zasajene z dvema vrstama platan. Cours Mirabeau krasijo vodnjaki, od katerih je najbolj opazen Fontaine de la Rotonde, velik vodnjak, ki na enem koncu ulice tvori krožišče. Ulica tudi deli Aix na dva dela, četrti Mazarin ali novo mesto, ki se razprostira na jugu in zahodu in Ville comtale ali staro mesto, ki leži proti severu s svojimi širokimi, a nepravilnimi ulicami in njeni stari dvorci iz 16., 17. in 18. stoletja.

## Zgodovina
Od leta 1646 naprej so se bogati domačini začeli seliti v četrt Mazarin, ki jo je zgradil Michele Mazzarino (1605 - 1648), znan kot Michel Mazarin, dominikanec, ki ga je leta 1645 papež Inocenc X., Mazzarino, imenoval za nadškofa Aix-en-Provence. Bil je profesor teologije na kolidžu sv. Tomaža, bodoči papeški univerzi svetega Tomaža Akvinskega, Angelicum v Rimu in mojster Svete palače pod papežem Urbanom VIII. leta 1642. Mazzarino je bil tudi brat Giulia Mazzarina, znanega kot Jules Mazarin, ki je bil glavni minister v Ludvika XIV. .
Leta 1650 je parlament v Aix-en-Provence naročil gradnjo prometnice za vozove, kjer je bilo porušeno obzidje. Ideja je bila, da bi se prebivalci Aixa sedaj družili ob tej cesti in več na place des Prêcheurs.
Cesta je stala 100.000 francoskih liver, plačali pa so jo kupci nepremičnin, mesto, občine Provanse in Ludvik, vojvoda Vendômski. 
Dolge ograde, ki so jih zapirali zidovi, so postopoma nadomestile mestne hiše na vsaki strani. Balustrade so gledale na polja in vrtove. 
Do leta 1696 so postavili štiri vodnjake: Fontaine des 9 canons, Fontaine Moussue, Fontaine du Roi René in zahodno,les Chevaux-Marins, ki je ni več.
Medtem ko je najprej pomislil, da bi tam zgradil palačo, je vojvoda Vendômski prišel z idejo in se odločil za 'divja polja'. Naročil je Pavillon Vendôme, kjer je leta 1669 umrl. Njegov sin Louis Joseph de Vendôme (1654–1712) je prodal njihov del ob Cours Mirabeau nazaj Pierru de Creisselu, ki ga je naprej prodal štirim kupcem in ga tako razdelil v štiri mestne hiše.
Leta 1876 je Patrice de Mac-Mahon (1808–1893) podpisal odlok, da se ulico poimenuje po Honoréju Gabrielu Riquetiju, grofu Mirabeauju.

## Znamenitosti
Drevored z značilnimi vodnjaki na osrednji osi je obkrožen z veličastnimi in elegantnimi zgradbami iz 17. in 18. stoletja. Na južni strani so bogato okrašene plemiške palače in stare mestne hiše, v katerih so zdaj banke, slaščičarne in del univerze. Mnoge od njih imajo balkone iz kovanega železa, ki jih s sadnimi motivi podpirajo kariatide, atlanti ali festoni. Kavarne, restavracije, knjigarne in butiki se vrstijo na severni strani.

### Les Deux Garçons
Znamenita kavarna Les Deux Garçons je na vzhodnem delu mesta Rue Fabrot in je približno tako znana kot Caffè Florian v Benetkah ali Café de Flore v Parizu. Veljala je za stičišče mnogih znanih literarnih osebnosti in umetnikov, kot so Émile Zola, Paul Cézanne, Jean Giraudoux, Blaise Cendrars ali Jean Cocteau.

### Mestne hiše
- Št. 10: Hotel d'Entrecasteaux je zaslovel po umoru. Leta 1782 je mož Marquise d'Entrecasteaux prerezal grlo, da bi se poročil s svojo ljubico.[3]
- Št. 16: Dedek Honoréja de Mirabeauja Jean-Antoine du Riquette, ki se ga je prijel vzdevek Col d'Argent ('srebrni ovratnik'), je živel v Hôtel de Mougins-Roquefort; na vratu je nosil dragoceno zapestnico zaradi vojne poškodbe.
- Št. 20: Hôtel de Forbin je največja mestna hiša v Cours Mirabeau[4], leta 1656 jo je zgradil Pierre Pavillon. Balkon z rešetko iz kovanega železa je podprt z umetniško izrezljanimi listi. Na vogalu stoji kamnit kip Device.
- Št. 38: Najstarejša mestna hiša ob drevoredu je Hôtel Maurel de Pontevès. Zgradil jo je leta 1647 Jean Lombard. Balkon podpirata dva velika atlanta.
- Št. 55: Stari trgovski znak z napisom Chapellerie Cézanne du Cours Mirabeau, gros et détail kaže, da je oče Paula Cézanna leta 1825 tukaj vodil trgovino s klobuki.